# Psilopa roederi
Psilopa roederi är en tvåvingeart som beskrevs av Girschner 1889. Psilopa roederi ingår i släktet Psilopa och familjen vattenflugor. Inga underarter finns listade i Catalogue of Life.